# Іво Таборський
Іво Таборський (чеськ. Ivo Táborský, нар. 10 травня 1985, Прага) — чеський футболіст, що грав на позиції нападника. Виступав за низку чеських і закордонних клубів. Володар Кубка Чехії.

## Ігрова кар'єра
Іво Таборський народився 1985 року в Празі, та є вихованцем футбольної школи клубу «Славія». У 2001 році розпочав виступи в основній команді «Славії», проте більше часу проводив у резервній команді клубу, і з 2003 до 2007 року грав у оренді в клубах «Богеміанс 1905», «Пршибрам», «Ксаверов» та «Динамо» (Чеські Будейовиці).
У 2007 році Таборський став гравцем клубу «Млада Болеслав» на основі постійного контракту. У складі нової команди футболіст став гравцем основного складу, і в 2011 році став у складі «Млада Болеслава» володарем Кубка Чехії. У 2011 році клуб віддав нападника в оренду до словацького клубу «Слован», а в 2012—2013 роках футболіст удруге за кар'єру грав у оренді в клубі «Динамо» (Чеські Будейовиці).
У 2013 році Таборський на умовах постійного контракту став гравцем клубу «Тепліце», який у 2014 році віддав футболіста в річну оренду до азербайджанського клубу «Шамахи». У 2015 році нападник повернувся до «Тепліце», де грав до 2016 року.
У 2016 році Таборський утретє за кар'єру, цього разу на умовах постійного контракту, став гравцем клубу «Динамо» (Чеські Будейовиці), у його складі грав до 2020 року, після чого завершив виступи на футбольних полях.

## Титули і досягнення
- Володар Кубка Чехії (1):

«Млада Болеслав»: 2010–2011